# Tenkterji
Tenkterji ali Tenkteri (v Plutarhovi grščini, Tenteritē in morda enaki kot Tenkeroi, ki jih omenja Ptolemej, če ti niso bili Tungri) so bili starodavno pleme, ki so se v 1. stoletju pr. n. št. preselili na območje desnega brega (severni ali vzhodni breg) spodnjega Rena. Prvič so znani iz ohranjenih del antičnih avtorjev, kot sta Gaj Julij Cezar in Tacit. Decembra 2015 so arheologi verjeli, da so našli ostanke Tenkterjev na Nizozemskem.

## Ime in jezik
Medtemk ko so bili Tenkterji in njihovi sosedje v Rimu imenovani kot Germani, namesto Galci, so zabeležena plemenska in osebna imena v regiji mnogokrat najbolj razumno razložena kot keltska.
Etnonim Tencteri bi lahko interpretirali bodisi kot keltski *Tenkteroi, bodisi kot germanski *Þenhteraz, v obeh primerih iz indoevropskega korena *tenk- ('postati trden, čvrst, nepremičen'), podaljšanega s pripono -tero-. Stefan Zimmer je predlagal, da ime razumemo kot pohvalni izraz, morda v nasprotju s sosedi, kar pomeni nekaj takega kot 'zanesljivi' ali 'zaprti'.

## Zgodovina

### Galske vojne
V svojih Commentarii de Bello Gallico Cezar opisuje, kako sta bili dve plemeni Tenckterjev in Usipetov izgnani iz svojih tradicionalnih dežel s strani germanskih Svebov, katerih vojaška prevlada je privedla do nenehnih vojn in zapostavljanja poljedelstva. Ta prvotna domovina dveh plemen ni jasna, toda do Cezarjevega časa so se Svebi naselili v zelo velikem gozdnatem predelu vzhodno od Ubijcev, ki so v tem času živeli na vzhodni obali Rena, na nasprotnem bregu od tistega, kjer je danes Köln. Utrjuje se stališče, da so Tenkterji in Usipeti lahko prišla iz območja reke Weser vzhodno od Sikambrov, ker leži blizu kraja, kjer sta se obe plemeni pojavili na Renu in Cezar tudi poroča o Svebih na tem območju. To bi tudi razložilo na videz prijateljske odnose Tenkterji in Usipeti s Sikambri, ki bi lahko bili njihovi tradicionalni sosedje. (V poznejših rimskih časih so to območje, kjer so živeli Cezarjevi Svebi, naseljevali Hati.)
Pozimi leta 55 pr. n. št., ker niso uspeli najti novih dežel drugje v prekorenski Germaniji, so prišli do Rena, na ozemlje Menapijcev, belgijska plemena, ki je imelo zemljo obeh bregov reke in se še ni podredilo rimski oblasti. Menapijci, prestrašeni zaradi obsega vdora, so se umaknili iz svojih ozemelj vzhodno od Reke in nekaj časa uspešno zadrževali Germane pri poskusih, da bi prečkali reko. Germani so se pretvarjali, da se umikajo, kar je Menapijcem omogočilo, da so se vrnili na svoja ozemlja vzhodno od Rena. Njihova konjenica se je nato vrnila in izvedla presenetljiv nočni napad. Prečkali so reko in zajeli menapijske čolne, zasedli menapijske vasi in mesta ter preostanek zime preživeli na menapijskih zalogah.
Glede natančne lokacije tega pokola so že dolgo prisotni dvomi. Cezar opisuje sotočje rek Rena in Meuse, vendar takega sotočja ni. Arheolog Nico Roymans je leta 2015 napovedal, da so našli prepričljive dokaze, da je bilo dejansko v sotočju reke Waal, rokava reke Ren in ne samega Rena, ter Meuse, blizu Kessela, Severni Brabant. Po drugi strani pa je zgodovinar iz tretjega stoletja Kasij Dion opisal mesto kot nahajajoče se v deželi Treverov blizu reke Mozele, ki je imela v latinščini isto ime kot Maas/Meuse (Mosa) in vstopa v Ren v tem območju. To pa je zelo daleč od Menapijev.
Cezar, ki se je bal, kako bi se Galci na levi strani lahko odzvali, je pohitel, da se spopade s to grožnjo svojemu nadzoru nad regijo. Odkril je, da so številna galska plemena poskušala tem Germanom velikodušno plačati za odhod, vendar so se Tenkterji in Usipeti razširili še dlje in prišli do meja Condrusov in Eburonov, ki sta bila oba pod zaščito Treverjev na jugu. Cezar je sklical srečanje galskih poglavarjev in se pretvarjal, da ne ve za njihove poskuse podkupovanja ter zahteval konjenico in zaloge za vojno proti Tenkterjem in Usipetom.
Tenkterji in Usipeti so k Cezarju poslali odposlance, ko je napredoval. Medtem ko so se hvalili s svojo vojaško močjo in trdili, da lahko premagajo kogar koli razen Svebov, so ponudili zavezništvo in zahtevali, da jim Cezar dodeli zemljo. Cezar je zavrnil kakršnokoli zavezništvo, dokler so Tenkterji in Usipeti ostali v Galiji. Predlagal je, da se naselijo na ozemlju Ubijcev, še enega germanskega plemena, ki je iskalo njegovo pomoč proti agresiji Svebov, saj v Galiji ni bilo razpoložljive zemlje. (Ubijci so bili v tem času na vzhodnem bregu Reke, vendar so bili kasneje naseljeni na levem bregu, kjer je njihova prestolnica postal Köln.)
Poslanci so zahtevali premirje za tri dni, v katerem času se nobena stran ne bi pomaknila proti drugi in so Cezarjev predlog odnesli svojim voditeljem v razmislek. Toda Cezar tega ni sprejel, ker je verjel, da Germani kupujejo čas za vrnitev svoje konjenice, ki je prečkala reka Meuse/Maas in nekaj dni prej oropala pleme Toksandrov. Medtem, ko je Cezar nadaljeval napredovanje, so nadaljnji poslanci zaprosili za tridnevno premirje, da bi se lahko z Ubijci pogajali o njegovem predlogu za naselitev, vendar je Cezar to iz istega razloga zavrnil. Ponudil je en dan, v katerem naj bi napredoval največ 4 mi (6,4 km), in svojim častnikom ukazal, naj delujejo obrambno in ne izzivajo bitke.
Germanska konjenica, čeprav je bila številčno manjša od Cezarjeve galske konjice, je prva napadla, kar je Rimsko konjenico prisililo v umik. Cezar opisuje značilno bojno taktiko, ki so jo uporabljali, pri kateri so konjeniki skočili z nonja dol na noge in zabodli nasprotnikove konje v trebuh. Cezar jih je obtožil kršenja premirja, zato ni sprejel nobenih nadaljnjih poslancev, nekatere, ki so prišli in zahtevali nadaljnje premirje, je aretiral in vodil svoje celotne sile proti germanskemu taboru. Usipeti in Tenkterji so bili vrženi v zmešnjavo in prisiljeni bežati, medtem ko jih je Cezarjeva konjenica zasledovala do izliva Rena in Meuse. Mnogi so bili ubiti, ko so poskušali prečkati reke. Zatočišče so našli na drugi strani Rena med Sikambri (ali Sugambri).
Plutarh poroča, da je v Rimu, 
Kato mlajši izrekel mnenje, da bi morali predati Cezarja barbarom, s čimer bi očistili kršitev premirja v imenu mesta in prekletstvo obrnili na krivca. Od tistih, ki so prečkali Ren v Galijo, je bilo štiristo tisoč razsekanih na koščke, tiste redke, ki jim je uspelo priti nazaj, pa so sprejeli Sikambri, germanski narod. To dejanje je Cezar uporabil kot razlog za pritožbo proti Sikambrom, poleg tega pa si je želel slave, da bi bil prvi človek, ki je z vojsko prečkal Ren.

### Kasnejše omembe
Leta 16 pr. n. št. so Tenkterji, Usipeti in Sikambri znova prečkali Ren in napadli Galijo. Marcus Lollius je bil poražen v clades Lolliana in germanska plemena so zaplenila orla V. legije.
Tacit opisuje Tenkterje, ki so živeli v njegovem času (približno 98 n. št.) in tudi v času Batavske vstaje (69/70 n. št.), med Hati in Renom, nasproti Ubijcev, ki so se naselili v Kölnu. To pomeni, da so se naselili na območju, ki ga je nekoč naseljeval Ubijci (o čemer je Cezar že razmišljal v svojem času). Sikambri severno od tega območja so bili očitno do takrat preseljeni in mogoče delno zamenjani s sosedi Tenkterji in Brukteri.
Orozij poroča, da je Druz premagal tudi Tenkterje, ne le Sikambre in Usipete.
Kasneje težko razumljiv opis v delu Geografija Ptolemaja opisuje Tenkeroi in Incrionoes, ki so živeli med Renom in gorovjem Črnim gozdom (Abnoba), kar pomeni, da so se Tenkterji premaknili proti jugu ob Renu.
Na Peutingerjevi karti je območje nasproti Kölna in Bonnu prikazano kot naseljeno z "Burcturi" (Brukteri), ki so morda vključevali mešanico več prvotnih germanskih plemen z druge strani Rena, vključno z Tenkterji in Usipeti. Brukteri so se očitno tudi premaknili proti jugu. Na severu je bilo območje imenovano "Francia", na jugu ob Renu pa "Suevia".